# 朝日小学生新聞
朝日小学生新聞（あさひしょうがくせいしんぶん）は、朝日新聞社のグループ会社である朝日学生新聞社が、1967年4月10日から発行している小学生向けの日刊新聞。略称は朝小（あさしょう）。
発行部数は2022年時点で71,889部である。購読料は月極め2,100円、1部売りは80円となっている。デジタル版の朝小プラスは月額1,900円。

## 概要
小学校中・高学年を主な対象としており、ルビ（振り仮名）や大き目の活字を使用している。一般的なニュースだけでなく、時事問題をQ&A形式でわかりやすく解説した記事が豊富である。また、小学生など子供向けの新聞では唯一ブランケット判で発行されている。
学習面では、学校での勉強を支援する記事を多数掲載しているほか、中学受験への対応にも力を入れており、記事がそのまま入試問題に使われることもある。
2006年7月から幼稚園児、小学校低学年向けに「朝小はじめてのしんぶん」を毎月1回（原則として5日）発行している。「朝小はじめての新聞」は本紙への挟み込みおよび、東京、神奈川、千葉、埼玉の幼稚園約1,000園に無料で配布している。
また、2009年から朝日学生新聞社児童文学賞が設立され、受賞作は紙面で連載されることになっていたが、2020年の第11回をもって休止している。
配達は朝日新聞販売店（朝日新聞サービスアンカー=ASA）で行われているが、沖縄県は朝日新聞と関係の深い沖縄タイムスの販売店を通じて行われる。

## 連載

### 漫画
- 落第忍者乱太郎 - 作：尼子騒兵衛・NHK Eテレにてテレビアニメ化および松竹・ワーナー・ブラザースにてアニメ映画化およびワーナー・ブラザース・東映にて実写映画化
- 少年同盟 - 作：石森章太郎
- 日記ちゃん - 作：はらたいら（1978年7月 - 2001年9月）
- ポポロクロイス物語（連載終了・SCEJAからゲーム化およびテレビ東京系列にてテレビアニメ化）
- マシュマロ通信（連載終了・テレビ大阪が製作し、テレビ東京系列にてテレビアニメ化）
- オリオン街（ストリート） - 作：山本ルンルン（2002年1月、9月、2003年1月 - 2003年2月、2003年7月 - 2003年9月[3]）
- 宇宙の白鳥 - 作：山本ルンルン
- ワンワンセレプー それゆけ!徹之進（連載終了・テレビ愛知が製作し、テレビ東京系列にてテレビアニメ化）
- モンスターキッズみずきちゃんの遊勉クラブ
- ペンシルマン
- すたこらサークル
- 里山どんぐり - 作：つやまあきひこ（2001年12月28日、2002年数回、2003年4月 - 2004年3月まで月1回、2004年4月から年4回[3]）
- ジャンケンポン - 作：泉昭二・ギネスワールドレコーズ社より「最も連載期間が長い4コマ漫画」として世界記録の認定を受けている。
- にゃにゃんとコタロー!シリーズ - 作：帯ひろ志（パート1 2002年7月 - 8月、パート2 2003年10月 - 2004年3月まで週1回[3]）
- おむすびころりん - 作：琴剣淳弥（1999年 - 完結済）※日本漫画学院「コミックターミナル」で電子書籍漫画が公開されていたが[4][5][6]、現在は公開が停止されている。
- ユアナと銀の月 - 作 姫川明輝（2003年 - 2005年）[7]
- きっぷでGO! - 原作：豊田巧、作画：田伊りょうき
- そらペン - 作：陽橋エンド・小説版を小学館ジュニア文庫より刊行（2021年-[8]）
- 宇宙船トリオビット - 作：すら・そうじ

### 文学
- もったいないばあさん
- タマリンとポチロー（連載終了）
- 電車で行こう!（連載終了）

### コラム
- 金田喜稔（連載終了）
- 高橋美帆
- さかなクン（東京海洋大学客員准教授、「自然のめぐみ教室」海のめぐみ教室室長）
- 親野智可等

### コンクール
様々な小学生向けのコンクールを主催・共催している
- いつもありがとう作文コンクール（主催：朝日小学生新聞、共催：シナネングループ、後援：朝日新聞社、文部科学省）
- 「海とさかな」自由研究・作品コンクール（主催：朝日新聞社、朝日小学生新聞）
- 「WE LOVE トンボ」絵画コンクール（主催：朝日新聞社、朝日小学生新聞、朝日中学生ウイークリー）
- 手を洗おう「みんなでキレイキレイ」作品コンクール（主催：朝日小学生新聞）
- 朝日「ぼくとわたしの健康」作文コンクール（共催：日本小児科学会、朝日小学生新聞、ファイザー）
- もっと!チャレンジ全国コンクール（主催：Benesse教育研究開発センター、共催：朝日小学生新聞、進研ゼミ小学講座、こどもチャレンジ、ベネッセグリムスクール、ベネッセ次世代育成研究所）
- 「水とみどりのまち」子ども絵画コンクール
- ecoんくーる（主催：朝日小学生新聞、サピックス小学部）
- 夏休みこどもミニ作文コンクール（主催：第一生命、朝日小学生新聞）

## 著名な読者
- 皇后雅子も小学生時代に朝日小学生新聞の読者だった。懸賞で自転車が当たったことがあり、自転車と一緒の写真を編集部に送ってきたことがある[9]。
- 「嵐」の櫻井翔も元読者[9]。
- 女優の髙田万由子も元読者[9]。
- 松竹芸能所属のお笑いコンビ「まえだまえだ」も時事ネタ披露のため、本紙を読んでいる[10][出典無効][9]。
- タレントの清水ミチコ、お笑いコンビ「ロッチ」のコカドケンタロウが愛読している[11][出典無効][9]。

## その他
- 2007年度より夏休みに「朝小サマーフェスティバル」を都内で実施しており、2008年は東京ドームシティ プリズムホールで7月20日に実施。1万人の親子が集まった。
- 全国こども電話相談室（TBSラジオ） - 本紙と連動した「キッズステーション」というコーナーがある。